# Johann Jakob Sell
Johann Jakob Sell (* 11. Januar 1754 in Stettin; † 23. März 1816 ebenda) war ein deutscher Schulmeister und Historiker.
Sell erhielt seine Schulbildung an der Stettiner Ratsschule. Ab Ostern 1771 besuchte er die Universität Halle und belegte dort die philologischen Fächer, um sich auf das Lehramt vorzubereiten. Nach vollendetem Studium nahm er zunächst eine Stellung als privater Hauslehrer bei einer Familie auf Rügen an. 1776 erhielt er ein Lehramt an der Stettiner Ratsschule, wo er bald stellvertretender Rektor wurde. In dieser Stellung wirkte er einige Jahre lang erfolgreich. Im Mai 1783 wurde er Gymnasialprofessor für Geschichte und Rhetorik am Königlichen Gymnasium zu Stettin, das unter der schwedischen Herrschaft den Charakter einer Akademie angenommen hatte. Sell wurde schließlich Rektor des Gymnasiums, das 1805 mit der Stettiner Ratsschule zum Vereinigten Königlichen und Stadtgymnasium zusammengeschlossen wurde. Er war Freimaurer und gehörte  der Stettiner St. Johannis-Loge Zu den drei Zirkeln an, als deren Zeremonienmeister er 1787–1795 fungierte.
Sell war ab 1809 Stadtverordnetenvorsteher in Stettin.
Sell veröffentlichte Schriften über die pommersche Geschichte. Sein  dreiteiliges Buch Geschichte des Herzogtums Pommern (Berlin 1819–1820)  kam erst nach seinem Tod heraus. Der erste Teil des letzteren Buchs hielt der Kritik nicht durchweg Stand und galt bald als teilweise unzuverlässig. Der zweite und der dritte Teil  waren jedoch   weiterhin uneingeschränkt brauchbar.

## Werke (Auswahl)
- Versuch einer Geschichte des Negersclavenhandels. Halle 1791 (online bei MDZ)
- Otto Bischoff von Bamberg, der Pommern Bekehrer. 1792 Stettin, urn:nbn:de:gbv:9-g-5367955.
- Versuch einer Geschichte des Pommerschen Handels. 1797.
- Briefe über Stettin und die umliegende Gegend, auf einer Reise dahin im Sommer 1797 geschrieben. 1800.
- Über die Veränderungen, welche das Königliche Gymnasium in dem verflossenen Jahrhundert erfahren hat. Stettin 1802.
- Geschichte des Herzogtums Pommern von den ältesten Zeiten bis zum Tode des letzten Herzogs, oder bis zum Westfälischen Frieden 1648.
  - Erster Teil: Von der Teilung Pommerns in Slavien und Pommerellen bis zur Teilung in das Herzogtum Wolgast und Stettin, 1108–1295. Berlin 1919, 488 Seiten, online. (Dieser erste Teil des dreiteiligen Buchs gilt als stellenweise von der modernen Geschichtsforschung überholt.)
  - Zweiter Teil: Von der Teilung Pommerns in das Herzogtum Stettin und Wolgast bis zur Einführung der Kirchenverbesserung. Berlin 1919,  368 Seiten,   online.
  - Dritter Teil: Von der Einführung der Kirchenverbesserung bis zum Westfälischen Frieden. Berlin 1820, 524 Seiten, online.
- Über den starken Heringsfang an Pommerns und Rügens Küsten im 12. bis 14. Jahrhundert (aus dem Lateinischen übersetzt von D. E. H. Zober), Stralsund 1831, 26 Seiten, online.